# 法人税等
法人税等（ほうじんぜいとう）とは、法人税、住民税および事業税（所得割）の会計処理に用いる勘定科目である。

## 概要
損益計算書上の表示科目「法人税、住民税及び事業税」の略称でもある。　利益に関連する金額を課税標準として課される税金（法人三税）がこの科目に集計される。
平成11年3月31日より事業税が追加され、一部変更を経て、今日に至る。
2008年10月1日からの国税である地方法人特別税は、地方税である事業税に含めて申告・納税することから、計上・表示も事業税に含めるものとされているため、「法人税、住民税及び事業税」に含めることになる。また、2014年10月1日からの国税である地方法人税も、法人税に含めて申告するので、同様な取り扱いになる。